# National Lampoon's Vacation
National Lampoon's Vacation (en España Las vacaciones de una chiflada familia americana y en Hispanoamérica Vacaciones familiares) es una película estadounidense de 1983 dirigida por Harold Ramis y protagonizada por Chevy Chase, Beverly D'Angelo, Randy Quaid, Dana Barron y Anthony Michael Hall. En la película aparecen además los comediantes John Candy e Imogene Coca, la modelo Christie Brinkley y la actriz Jane Krakowski, en papeles pequeños.
El guion fue escrito por John Hughes, basado en su historia corta Vacation '58, aparecida en la revista National Lampoon (aunque en la película la historia se sitúa en 1983).
El éxito de la película ayudó a Hughes avanzar en su carrera como guionista.
La película recaudó más de 62 millones de dólares en Estados Unidos con un presupuesto estimado de 15 millones de dólares. Actualmente tiene un 93 % de crédito positivo en Rotten Tomatoes.

## Sinopsis
Clark Griswold, deseando pasar más tiempo con su esposa, Ellen, y sus hijos, Rusty y Audrey, decide llevar a la familia en un viaje por todo el país en auto desde los suburbios de Chicago hasta el parque de diversiones del sur de California, Walley World. Ellen quiere ir en avión, pero Clark insiste en manejar, de tal forma que pueda reafirmar los lazos con su familia. Ha ordenado un nuevo auto en preparación para el viaje, pero el vendedor dice que no estará listo en seis semanas. Clark es obligado a aceptar un auto familiar feo y enorme, ya que el auto que trajo para cambiar ya había sido destrozado.
Durante las travesías de la familia, pasan por varias desventuras, entre las que se cuentan el vehículo ensuciado por vándalos en St. Louis, mientras que Clark es embobado en varias oportunidades por una hermosa mujer en un Ferrari rojo de 1983. La familia se detiene en Coolidge, Kansas para visitar a Catherine, prima de Ellen y su marido Eddie, quienes le piden a los Griswold que lleven a su gruñona tía Edna y su maleducado perro Dinky a la casa de Norman en Phoenix. Tras detenerse en un campo sucio y decrépito en Colorado por la noche, Clark olvida desatar la correa de Dinky del parachoques de auto antes de manejar a la mañana siguiente, asesinando al perro. Un policía estatal detiene a los Griswold y sermonea duramente a Clark sobre el maltrato animal para luego aceptar la disculpa de Clark; Edna se entera de la muerte de su perro y se enfurece aún más con Clark. Al salir de Colorado, Ellen pierde su bolso con sus tarjetas de crédito, forzando a Clark a pedir un cheque para futuros gastos.
Mientras Ellen y Clark discuten durante el trayecto entre Utah y Arizona, los Griswold chocan y se pierden en el desierto. Clark y Rusty tienen una experiencia que los une y el primero le explica al último por qué quiere tomar esta vacación. Tras ir en soledad en el desierto en busca de ayuda, Clark se reúne con su familia, quienes son rescatados y llevados a un mecánico local. El mecánico se roba todo el dinero que le queda a Clark para dejar el auto funcional a duras penas. Frustrados, se detienen en el Gran Cañón; cuando Clark es incapaz de convencer al empleado del hotel al cobrar un cheque personal debido a que su tarjeta de crédito fue reportada como robada, él toma dinero de la caja registradora a las espaldas del empleado y deja el cheque. Al dejar el sitio, se enteran de que la tía Edna falleció mientras dormía. La familia amarra a la fallecida tía al techo del auto, envuelta en una lona alquitranada. Al llegar a la casa de Norman encuentran que no está en el domicilio y dejan el cuerpo de Edna en la puerta trasera. La familia le hace un pequeño funeral. Hartos del viaje y de las desgracias que han enfrentado, Ellen y los niños quieren volver a casa, pero Clark se ha vuelto obsesionado en llegar a Walley World y siguen el viaje. Tras una discusión con Ellen, Clark conoce a la chica del Ferrari en un hotel y va a bañarse desnudo con ella en la piscina del recinto, pero son descubiertos por la familia antes de que algo pudiera suceder. Ellen perdona a Clark y la pareja se baña desnuda en la piscina.
A pesar de las desventuras, la familia finalmente llega a Walley World, solo para enterarse de que el parque cerró por las próximas dos semanas por reparaciones. Finalmente cayendo en la locura y viendo que todos sus esfuerzos han sido por nada, Clark compra un revólver para disparar perdigones y le exige al guardia de seguridad Russ Lasky a llevarlos por Walley World; Ellen y los niños siguen a Clark en un intento de complacerlo. Posteriormente, un equipo SWAT del LAPD llega junto con el dueño del parque, Roy Walley. Roy entiende el apasionado deseo de lograr la vacación perfecta, recordando memorias de sus propios problemas con sus vacaciones. Walley decide no presentar cargos en contra de los Griswold, para posteriormente dejar a la familia y al equipo SWAT divertirse como invitados en su parque.

## Elenco
- Chevy Chase como Clark Griswold.
- Beverly D'Angelo como Ellen Griswold.
- Imogene Coca como tía Edna.
- Anthony Michael Hall como Russell «Rusty» Griswold.
- Dana Barron como Audrey Griswold.
- Randy Quaid como Primo Eddie.
- Christie Brinkley como chica en Ferrari rojo.
- John Candy como oficial Russ Lasky.
- Eddie Bracken como Roy Walley.
- Brian Doyle-Murray como conserje de Kamp Komfort.
- Miriam Flynn como prima Catherine.
- James Keach como policía en motocicleta.
- Eugene Levy como Ed, el vendedor de autos.
- Gerry Black como Davenport.
- Frank McRae como oficial Grover.
- Jane Krakowski como prima Vicki.
- John P. Navin Jr. como primo Dale.
- Nathan Cook como hombre dando direcciones.
- Mickey Jones como mecánico.
- John Diehl como asistente de mecánico.
- Michael Talbott como vaquero.
- Henry Gibson
- Randy Lowell como Wyatt Earp.
- James Staley como conserje del motel.